# Município de Auburn (condado de Tuscarawas, Ohio)
Localização do Ohio nos E.U.A.
O município de Auburn (em inglês: Auburn Township) é um município localizado no condado de Tuscarawas no estado estadounidense de Ohio. No ano 2010 tinha uma população de 1070 habitantes e uma densidade populacional de 18,37 pessoas por km².

## Geografia
O município de Auburn encontra-se localizado nas coordenadas 40° 27′ 21″ N, 81° 37′ 07″ O. Segundo a Departamento do Censo dos Estados Unidos, o município tem uma superfície total de 58.26 km², da qual 58,23 km² correspondem a terra firme e (0,06 %) 0,03 km² é água.

## Demografia
Segundo o censo de 2010, tinha 1070 pessoas residindo no município de Auburn. A densidade de população era de 18,37 hab./km².